# Stephansorden (Toskana)

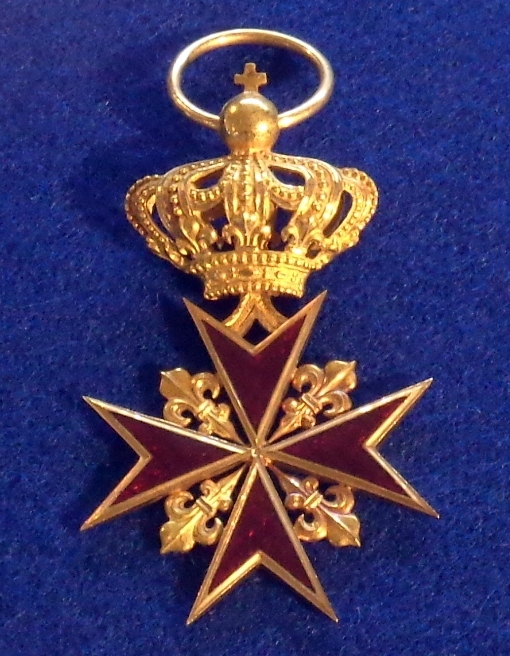
Ordenszeichen

Der Orden der Ritter des Heiligen Papstes und Märtyrers Stephan war ein toskanischer Ritterorden, der von Großherzog Cosimo I. de’ Medici zur Erinnerung an die gewonnene Schlacht von Scannagallo gegen Frankreich gestiftet wurde. Sieg und Stiftungstag fielen auf den 2. August 1554, dem Festtag des Papstes Stephan.

## Geschichte
Großherzog Cosimo I. de’ Medici stiftete den Orden zur Erinnerung an die gewonnene Schlacht bei Scannagallo gegen Frankreich am 2. August 1554. 1562 wurde der Orden von Papst Pius IV. bestätigt. Gegründet wurde er als geistlicher Ritterorden nach dem Vorbild der Johanniter, die Mitglieder lebten nach der Regula Benedicti, durften sich jedoch verheiraten. Sitz des Ordens war an der Piazza dei Cavalieri in Pisa.
Zweck des Ordens war die Bekämpfung von Seeräuberei und die Verteidigung des Glaubens, insbesondere in den Osmanisch-Venezianische Kriegen.
Der Orden bestand auch zur Zeit des Königreichs Etrurien 1801 bis 1807 und war in dessen Wappen abgebildet. Am 22. Dezember 1817 wurde der Stephansorden von Großherzog Ferdinand III. erneuert und in vier Klassen eingeteilt:
- Prior-Großkreuz
- Bailli-Großkreuz
- Komtur
- Ritter
  - Rechtsritter (Cavaliere di giustizia)
  - Gnadenritter (Cavaliere di grazia)

Cavaliere di giustizia mussten acht Ahnen und ein Einkommen von 300 Scudi aus Grundeigentum vorweisen. Eine Besonderheit des Ordens war die Möglichkeit, Kommenden zu stiften, die als Majorat in der Familie erblich war. Die Cavalieri di grazia erhielten eine Kommende für ihre militärischen und zivilen Verdienste.
Als die Toskana im Zuge der Einigung Italiens an das Königreich Sardinien angeschlossen wurde, löste Viktor Emanuel II. den Orden am 16. November 1859 auf. Er kam darüber hinaus noch weiterhin im Haus Österreich-Toskana zur Verleihung sowie im Haus de’ Medici.
Am 20. Dezember 1866 wurden Ferdinand IV. und seine Kinder wieder in den kaiserlichen Haushalt aufgenommen. Das Haus Toskana hörte auf, als bereits mit Souveränität ausgestatteter Zweig zu existieren, und ging im österreichischen Kaiserhaus auf. Ferdinand durfte seine fons honorum vita natural durante behalten, während seine Kinder nur noch kaiserliche Prinzen (Erzherzöge/Archiduchessen von Österreich) und nicht mehr Prinzen/Prinzessinnen der Toskana wurden. Das Großmagisterium des Stephansordens erlosch mit dem Tod Ferdinands IV. Tatsächlich hatte Kaiser Franz Joseph I. nach dem Tod von Großherzog Ferdinand IV. im Jahr 1908 die Annahme des Titels eines Großherzogs oder eines Prinzen oder einer Prinzessin der Toskana verboten: Keines der nach 1866 geborenen Kinder Ferdinands IV. nahm den Titel eines Prinzen oder Großherzogs der Toskana an. Auch die erloschenen dynastischen Orden, die bereits von den Großherzögen der Toskana verliehen worden waren, konnten sie nicht ordnungsgemäß in Besitz nehmen.
Trotz des Aussterbens des Großmagisteriums im Jahr 1908 mit dem Tod von Ferdinand IV., dem letzten Großherzog der Toskana, begann Gottfried von Habsburg, einer seiner Neffen, der nicht von seinem ältesten Sohn abstammte, mit der Verleihung von Medaillen Toskanische Ritterorden und Orden (Jahren 1971–1972). Dies geschah trotz des Verzichts seines Großvaters Ferdinand IV., der zu Lebzeiten die persönliche Genehmigung des Kaisers zur Verleihung von Ritterorden eingeholt hatte. Die neuen Verleihungen der Ritterorden erfolgten unter der Leitung von Giorgio Cucentrentoli, der von Gottfried selbst zum „Grafen von Monteloro“ ernannt wurde. Am 22. September 1971 bestätigte Gottfried von Habsburg-Lothringen erneut die Kontinuität des Stephansordens. In Wirklichkeit handelte es sich um eine Neugründung, die einige Statuten und Insignien des alten Ritterordens kopierte. Das Haus de' Medici erhebt ebenfalls Anspruch auf das Großmagisterium des Ordens, womit der Orden im Disput zwischen den beiden Häusern steht. De' Medici erheben einen Erbanspruch auf den Orden als dynastischen Orden, da die Dynastie den Orden stiftete und dessen erste Großmeister waren.

## Ordensdekoration

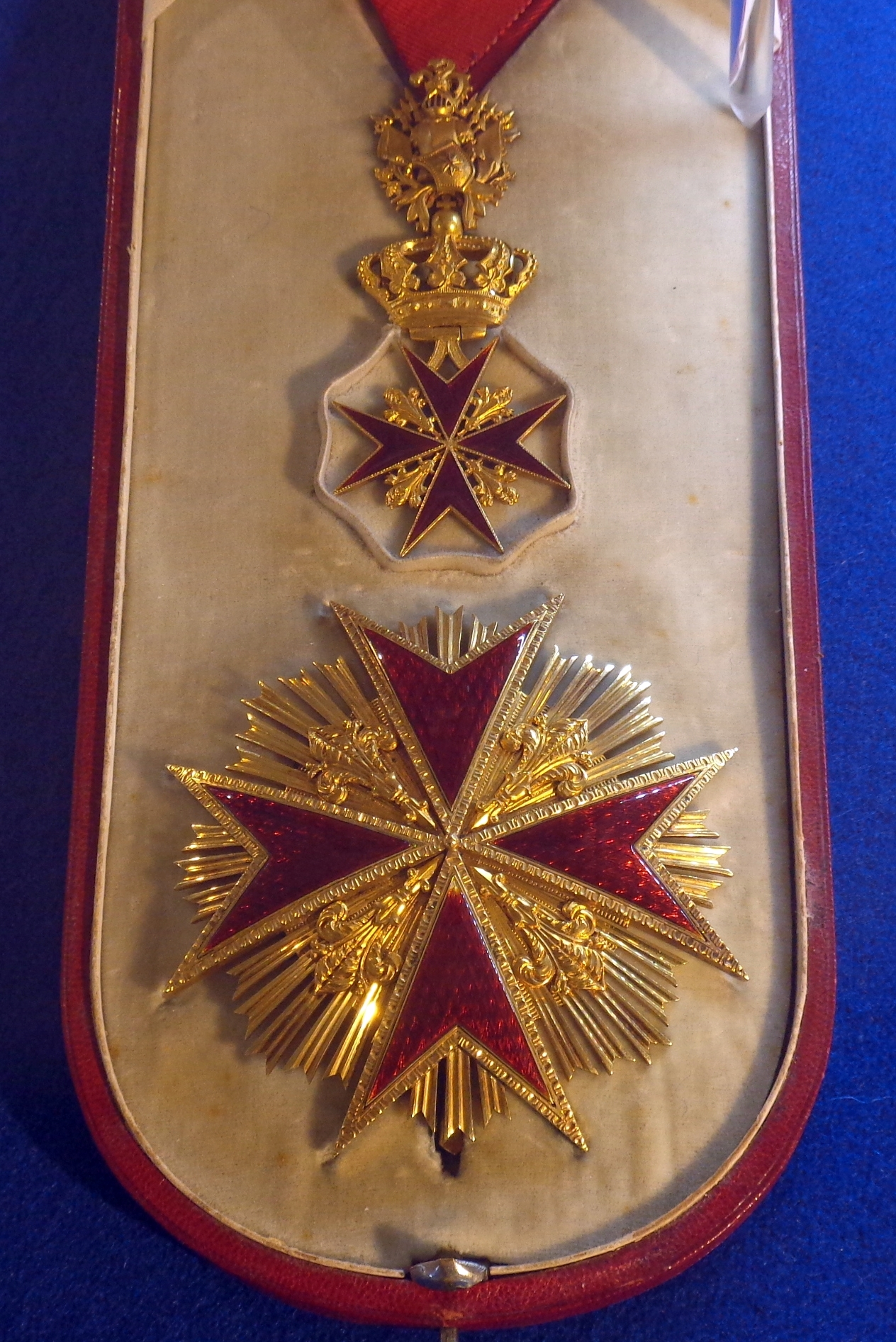
Ordenskreuz und Bruststern im Verleihungsetui

Die Dekoration besteht in einem achtspitzigen, rot emaillierten Kreuz mit Krone und goldenen Lilien in den Winkeln, das an rotem Band von den drei ersten Klassen am Hals, von den Rittern im Knopfloch getragen wurde. Dazu wurde von allen Klassen ein Bruststern getragen.

## Galerie

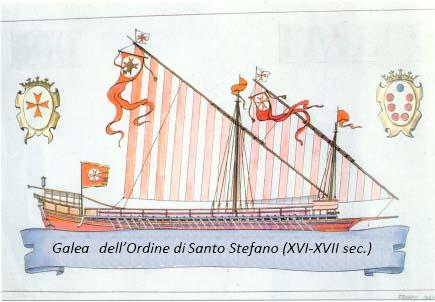
Galeere des Ordens, 16.–17. Jh.
Flagge der Ordensgaleeren 1562 bis Ende des 18. Jahrhunderts
Das Wappen der Medici als Großherzöge der Toskana und Großmeister des St.-Stephans-Ordens, aufgelegt auf dem Ordenskreuz
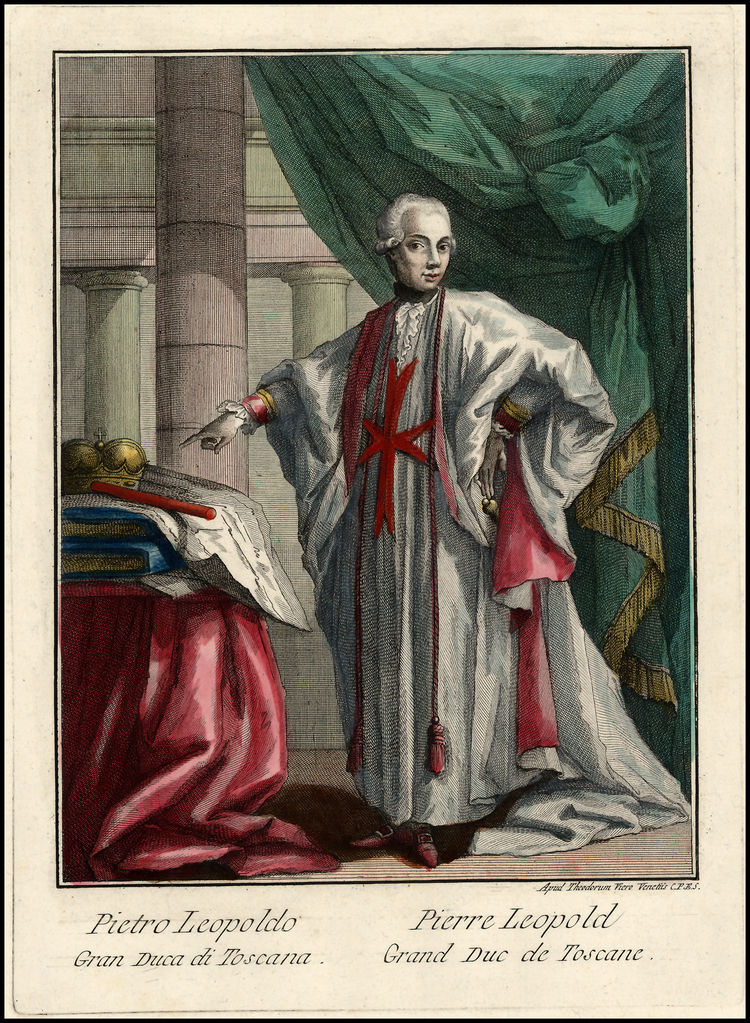
Peter Leopold, der spätere Leopold II., als Großmeister
Das kleine Wappen des Großherzogtums unter den Habsburgern
Großes Wappen der Könige von Etrurien 1801–1807 mit Insignien der Orden von St. Stephan, vom Heiligen Geist, Konstantinsorden, Goldenem Vlies, Januariusorden und Karls III.
Kleines Wappen des Königreichs Etrurien